# Jerebețke, Kozeleț
Jerebețke (în ucraineană Жеребецьке) este un sat în comuna Oleksiivșciîna din raionul Kozeleț, regiunea Cernihiv, Ucraina.

## Demografie
Componența lingvistică a localității Jerebețke
     Ucraineană (100%)
Conform recensământului din 2001, toată populația localității Jerebețke era vorbitoare de ucraineană (100%).